# Liste der Monuments historiques in Soignolles-en-Brie
Die Liste der Monuments historiques in Soignolles-en-Brie führt die Monuments historiques in der französischen Gemeinde Soignolles-en-Brie auf.

## Liste der Bauwerke
| Bezeichnung                       | Beschreibung | Standort | Kennzeichnung | Schutzstatus | Datum | Bild           |
| --------------------------------- | ------------ | -------- | ------------- | ------------ | ----- | -------------- |
| Kirche Notre-Dame-de-l’Assomption |              | (Lage)   | PA00087288    | Inscrit      | 1926  | weitere Bilder |

## Liste der Objekte
Zum Verständnis siehe: Kirchenausstattung
- Monuments historiques (Objekte) in Soignolles-en-Brie in der Base Palissy des französischen Kultusministeriums